# Schola cantorum
Schola cantorum (Схо́ла канто́рум; с лат. Школа певчих, или Певческая школа) — школа церковного пения при папском дворе в средневековом Риме. Традиционно считается первой в Европе профессиональной музыкальной школой. 
Согласно Ordines Romani I-III, составленных в VIII веке, древнейшая римская Schola cantorum состояла из семи членов — четверых взрослых (prior, secundus, tertius и archiparaphonista) и троих детей (infantes). Точно обязанности персон, обозначенных указанными терминами, в Ordines Romani не прописаны. Дж. Дайер полагает, что оргструктура школы «напоминала обычную ватиканскую бюрократию»: административным главой школы был «приор», а музыкальное руководство вокальным ансамблем («регентство») осуществлял «архипарафонист». Лица, обозначенные как secundus и tertius, возможно, были певчими, исполнявшими изысканные сольные разделы респонсорных песнопений. 
Считается, что римская Schola cantorum сыграла решающую роль в формировании стиля и репертуара церковной музыки католиков, известной как григорианский хорал (точнее, cantus planus). По распространённой легенде, в том же VIII веке эмиссары папской Школы отправились в крупнейшие приходы и монастыри Каролингской империи, чтобы обучить там «неграмотных франков» церковному пению в римском вкусе.
После того как папская кафедра в начале XIV века была перенесена в Авиньон, римская Schola cantorum перестала существовать. В 1471 году эта ватиканская институция возродилась — первоначально как «Collegio dei Cappellani cantori», а с XIX в. известная как Хор Сикстинской капеллы (Папская капелла).
В Новое время Венсан д'Энди и Август Венцингер использовали легендарное название для обозначения консерваторий, специализирующихся на старинной музыке (не только вокальной), соответственно в Париже (Schola Cantorum de Paris, 1894) и Базеле (Schola cantorum Basiliensis,1933).